# José María Zuluaga
José María Zuluaga Alonso (Bilbao, 8 de septiembre de 1951 - 5 de agosto de 2023) fue un  futbolista español que se desempeñaba como centrocampista.

## Trayectoria
Formado en la cantera del Athletic Club, jugando para el Bilbao Athletic. Debutó con el primer equipo el 18 de marzo de 1973, en el empate a cero frente al Granada C.F., en el estadio de Los Cármenes.
Sin conseguir la continuidad deseada con los leones, Zuluaga salió cedido en la temporada 1974-1975 al Barakaldo C.F. que jugaba en 2.ª División. Jugó una gran cantidad de partidos en el equipo fabril dirigido por Eusebio Ríos.
En verano de 1975 se desvinculó definitivamente del Athletic Club para firmar por el Deportivo Alavés (2.ª División) donde permaneció cinco temporadas, convirtiéndose en un habitual del conjunto de Mendizorroza.
Las siguientes dos temporadas las jugó en las filas del R. C. Recreativo de Huelva donde coincidiría con su exentrenador en el Deportivo Alavés, Txutxi Aranguren. En el conjunto onubense fue protagonista involuntario de un incidente al ser multado por no respetar el himno nacional, que sonó en la previa del R. C. Recreativo de Huelva-C.E. Sabadell, por motivo del día de la Constitución.
Sus dos últimas temporadas en el fútbol profesional fueron en las filas del C.F. Lorca Deportiva, en las que logró el ascenso a Segunda División en 1984.

## Clubes
| Club                       | País   | Año       |
| -------------------------- | ------ | --------- |
| Bilbao Athletic            | España | 1970-1972 |
| Athletic Club              | España | 1972-1974 |
| Barakaldo CF               | España | 1974-1975 |
| Deportivo Alavés           | España | 1975-1980 |
| R. C. Recreativo de Huelva | España | 1980-1982 |
| C.F. Lorca Deportiva       | España | 1982-1984 |

## Palmarés
| Título                | Club          | País   | Año  |
| --------------------- | ------------- | ------ | ---- |
| Copa del Generalísimo | Athletic Club | España | 1973 |